# Lüül
 (juillet 2019).
Si vous disposez d'ouvrages ou d'articles de référence ou si vous connaissez des sites web de qualité traitant du thème abordé ici, merci de compléter l'article en donnant les références utiles à sa vérifiabilité et en les liant à la section « Notes et références ».
 (juillet 2019).
 (juillet 2019).

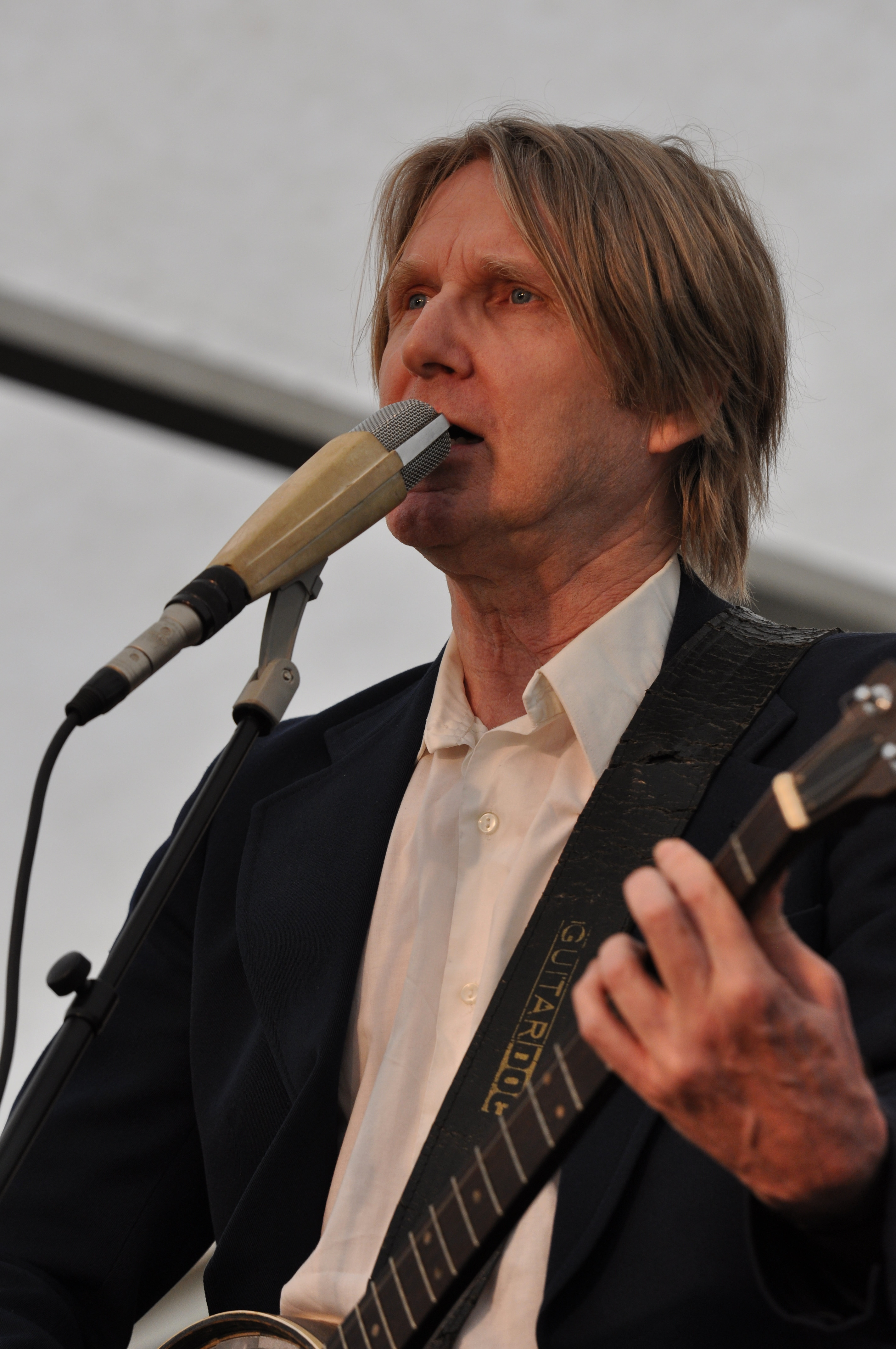
Lüül au festival de Burg-Waldeck en 2016.

Lüül, pseudonyme de Lutz Graf-Ulbrich , né le 30 novembre 1952 à Berlin-Charlottenburg, est un auteur-compositeur, chanteur et guitariste allemand.

## Carrière
Lors de l'Oktoberfest de 1967, il fonde avec Christoph Franke, Ludwig Kramer et Michael Günter le groupe The Agitation, qui deviendra Agitation Free.
Après la fin d'Agitation Free en 1974, il collabore avec Manuel Göttsching à des concerts et des albums de Ash Ra Tempel. Il enregistrera ainsi la musique du film Le Berceau de cristal. En parallèle, il accompagne à partir de 1976 Nico en tournée.
En 1980, il sort son premier album solo intitulé Lüül, produit par Christopher Franke avec la collaboration musicale de Harald Grosskopf. Sa chanson Morgens in der U-Bahn (« Le matin dans le métro ») devient un hit, porté par l'air du temps de la Nouvelle Vague Allemande (Neue Deutsche Welle).
En 1996, il participe à la création du groupe 17 Hippies.
En 2006, il publie LÜÜL. Ein Musikerleben zwischen Agitation Free, Ashra, der Neuen Deutschen Welle und den 17 Hippies. En 2014, il publie une nouvelle édition de sa biographie, aujourd'hui épuisée, …und ich folge meiner Spur chez Wunderbar Media.

## Discographie solo
- Lüül – GeeBee Records, 1982, LP (réédité sous forme de CD chez Spalax Records)
- Lüül und ich – GeeBee Records, 1983, LP
- Mond von Moabit – Pool Musikproduktion, 1996, CD
- Ahoi – Hipster Records, 1997, CD (réédité en 2006 chez Grundsound / Indigo)
- Kurzmusiken – Manikin Records, 2001, DoCD
- Damenbesuch – Grundsound / Indigo, 2004, CD
- Zeitreise – Grundsound / Indigo, 2006, CD (sampler)
- Spielmann – Grundsound / Indigo, 2008

### Crédits de traduction
- (de) Cet article est partiellement ou en totalité issu de l’article de Wikipédia en allemand intitulé « Lüül » (voir la liste des auteurs).